# Huascari
Huascari, pleme ili banda, možda Pajuti Indijanaca, koji su 1775. živjeli na 38° i 3' sjeverne širine, u južnom Utahu. Spominju ih Dominguez i Escalante u (Doc. Hist. Mex., 2d s., i, 537, 1854) uz plemena Cobardes, Parusi, Yubuincariri, Ytimpabichi i Pagampache kao jednu od pet skupina Juta. Neke od ovih skupina bez sumnje su Juti, a neki Pajuti